# Новосёлки (Самарская область)
Новосёлки — деревня в Сызранском районе Самарской области. Входит в состав сельского поселения Чекалино.

## География
Деревня расположена юго-восточнее административного центра сельского поселения на левом берегу реки Тишерек. Расстояние до Чекалино 1 километр.

### Автодороги
Подъездом к деревне служит асфальтовая дорога от села Чекалино, после Новосёлок её покрытие меняется на песок и доходит до деревни Бутырки. От конца улице Заречной начинается грунтовая дорога, ведущая к деревням Петровка, Васильевка и селу Радужное. Также от деревни берут начало лесные дороги до Шигонского района. Главная улица населённого пункта имеет асфальтобетонное покрытие практически на всём её протяжении. Также асфальтирован подъезд к заводу по розливу минеральной воды и дорога, проходящая по территории этой промзоны. Переулок Верхний же покрытия не имеет.

### Список улиц
Заречная улица, переулок Верхний.

## История
Подполковник (позднее генерал) А. П. Мансуров в 1761 году основал село Спасское, в котором разместил крестьян, перевезённых из Калужской губернии. В 1788 году его новокупленные крестьяне Сызранского уезда Симбирской губернии образовали деревню Бутырки. В деревне было 70 дворов с 387 жителями обоего пола. Новосёлки до 1904 года были причислены к Ивашемскому приходу, а после Преосвещеннейший епископ Гурий причислил деревню к Казанской церкви Чекалинского прихода. Главное занятие населения — земледелие. В деревне народ был очень трудолюбивый. Некоторые годы выпадали благоприятными, и крестьяне жили в довольствии. В 1907 году, по церковной летописи 23 июня 

«разразилась сильнейшая буря со зловещими тучами и необыкновенной силою летним градом величиной с голубиное яйцо. Момент падения града был похож на стрельбу пачками картечи. Все хлеба на полях от града сильно пострадали, а особенно — озимые. Рожь всю поломало, а она обещала быть замечательно хорошей… Надежды у крестьян на хороший урожай не осталось. И как в прошлом, в нынешнем году предстоит им испытывать бедствия»— (И.Д. псаломщика Иван Евграфов).
С 1918 года, с установлением Советской власти, в Новосёлках стали образовывать сельхозартель, которая переросла в колхоз «Динамо». Самостоятельным колхоз просуществовал до 1953 года решением исполнительного комитета Сызранского Совета депутатов трудящихся колхоз «Динамо» объедини в укрупнённый колхоз «Победитель» Варнакову Алексею Яковлевичу. Все межи, разделявшие ранее земельные наделы членов артели, были уничтожены, и все полевые наделы Новосёлок превратили в единый земельный массив, находящийся в коллективном пользовании укрупнённого колхоза. Из общественных земельных угодий выделялось в личное пользование каждого колхозного двора по небольшому участку под сад и огород. Размер участка мог колебаться от ¼ до ½ гектара. С объединением колхоза и объединились сами сёла. Их постройки разделяет лишь небольшая река Тишерек. Престольный праздник тоже общий. Это Казанская летняя и осенняя. Гуляли их порознь: В Новосёлках в центре села была своя поляна, на которой под соснами стояли лавки. Здесь и собирался народ на посиделки и праздники. Сюда на торжество несли хозяйки свои кулинарные шедевры: пироги с капустой, оладьи забитые на сметане, пшенники и лапшевники. Своих сельских традиций Новосёлки не сохранили.

## Население
| 2010 |
| ---- |
| 60   |

## Экономика
- Завод по производству воды «Дворцовая».